# (1454) Kalevala
(1454) Kalevala est un astéroïde de la ceinture principale.

## Description
(1454) Kalevala est un astéroïde de la ceinture principale. Il fut découvert le 16 février 1936 à Turku par Yrjö Väisälä. Il présente une orbite caractérisée par un demi-grand axe de 2,36 UA, une excentricité de 0,14 et une inclinaison de 5,1° par rapport à l'écliptique.
Il est nommé d'après le Kalevala, recueil de poèmes collectés au XIXe siècle et retraçant l'épopée du peuple finnois.

## Compléments